# Ha'apai
Ha'apai é um grupo de ilhas, ilhotas, recifes e bancos de areia na parte central do Reino de Tonga, com o grupo de Tongatapu, ao sul e ao grupo Vava'u para o norte. Dezessete ilhas de Ha'apai são habitadas.
Pangai é a aldeia capital administrativa do Grupo Ha'apai e está localizado no Lifuka.
Todas as ilhas são maiores no grupo Lifuka oriental. As duas maiores ilhas são Lifuka e Foa que têm 2.968 e 1.485 pessoas, respectivamente, em 2006. Após as duas maiores ilhas são Numuka e Haano que têm quatro aldeias com uma população de 951. Para o sul das ilhas é Uiha, que contém duas aldeias com uma população de 638, cemitérios antigos e um monumento antigo.
As grandes ilhas da Tofua (vulcão ativo) e Kao (vulcão adormecido) estão no extremo oeste. As ilhas do grupo Kotu, conhecido localmente como Lulunga, estão na região sudoeste do arquipélago. As ilhas do grupo Nomuka, conhecido localmente como Otu Muomua, estão mais ao Sul.